# Diane Larsen-Freeman
Diane Larsen-Freeman é uma linguista estadunidense conhecida por suas pesquisas sobre aquisição de segunda língua. É professora emérita da Universidade de Michigan.